# Transsonische snelheid

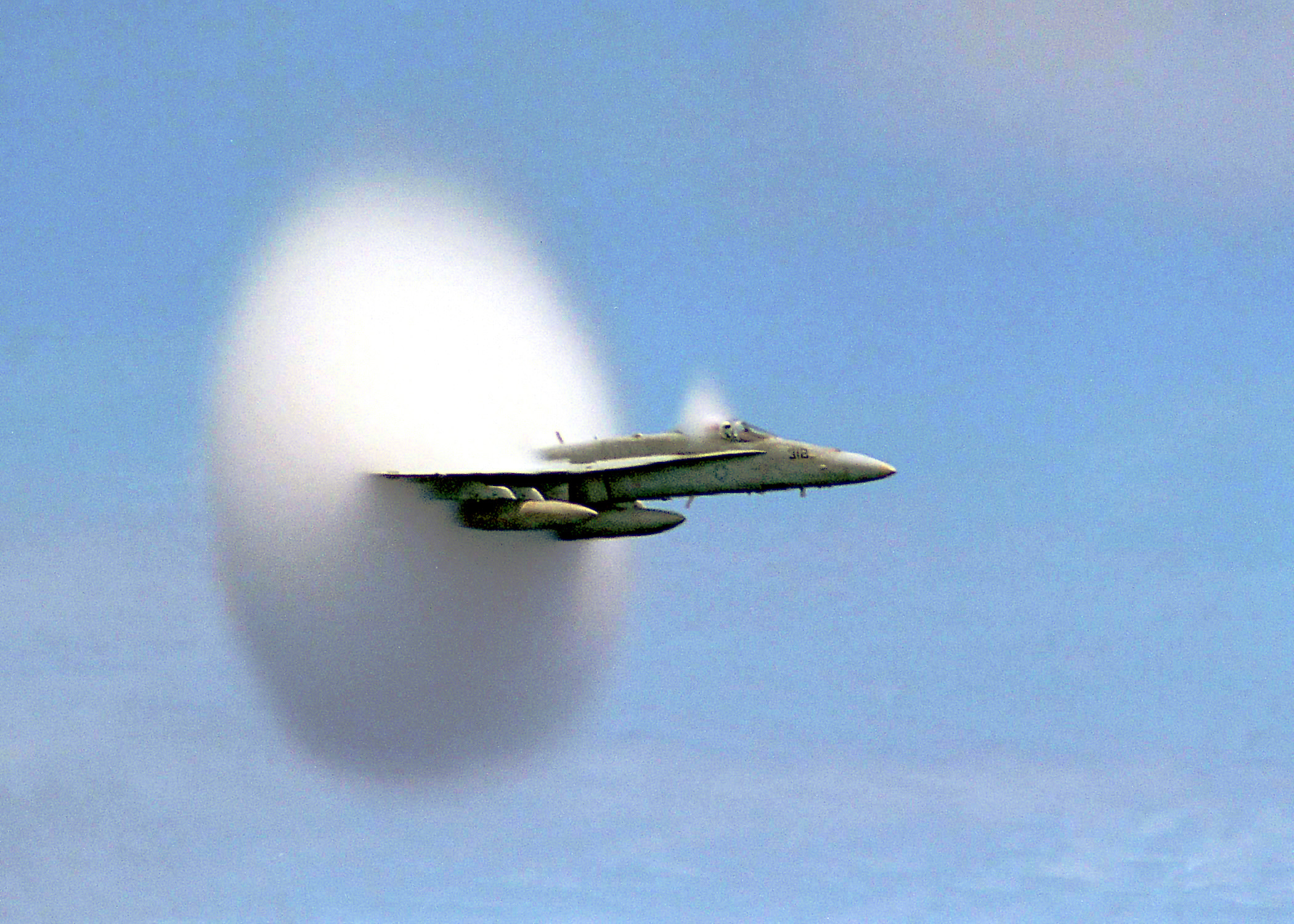
F-18 Hornet met transsonische snelheid. De kegelvormige wolk ontstaat door condensatie van waterdruppeltjes in de zone van lagere druk en temperatuur achter de vleugel.

Als de relatieve snelheid van een object ten opzichte van het omringende gas op sommige plaatsen lager ligt dan de geluidssnelheid en op andere plaatsen hoger, beweegt het object zich met een transsonische snelheid. Transsonische snelheid komt bijvoorbeeld voor bij een vliegtuig dat net onder de geluidssnelheid vliegt maar waarbij de lucht plaatselijk extra wordt versneld, bijvoorbeeld boven de vleugel, waardoor de relatieve snelheid daar lokaal boven de geluidssnelheid ligt. Bij vliegtuigen kan dit het geval zijn als de snelheid van het toestel ongeveer tussen mach 0,8 en 1,3 ligt. Een snelheid boven de geluidssnelheid wordt aangeduid met de term supersonisch. Een snelheid beneden de geluidssnelheid wordt aangeduid met de term subsonisch.
Een paar bekende transsonische vliegtuigen zijn de Boeing 747 (mach 0,85) , Airbus A380 (mach 0,88), Airbus A340 (mach 0,82) en de Boeing 757 (mach 0,8).